# Chilobrachys nitelinus
Chilobrachys nitelinus är en spindelart som beskrevs av Karsch 1891. Chilobrachys nitelinus ingår i släktet Chilobrachys och familjen fågelspindlar.
Artens utbredningsområde är Sri Lanka. Inga underarter finns listade i Catalogue of Life.